# Lista de filmes portugueses de 1935
Lista de filmes portugueses de longa-metragem lançados comercialmente em Portugal em 1935, nas salas de cinema.
Notas: Na secção coprodução, passando o cursor sobre a bandeira aparecerá o nome do país correspondente.
| # | Filme                       | Realização            | Género | Estreia    | Coprodução |
| - | --------------------------- | --------------------- | ------ | ---------- | ---------- |
| 1 | As Pupilas do Senhor Reitor | José Leitão de Barros | Drama  | 1 de abril | —          |